# Station Barmouth
Barmouth is een spoorwegstation van National Rail in Wales. 

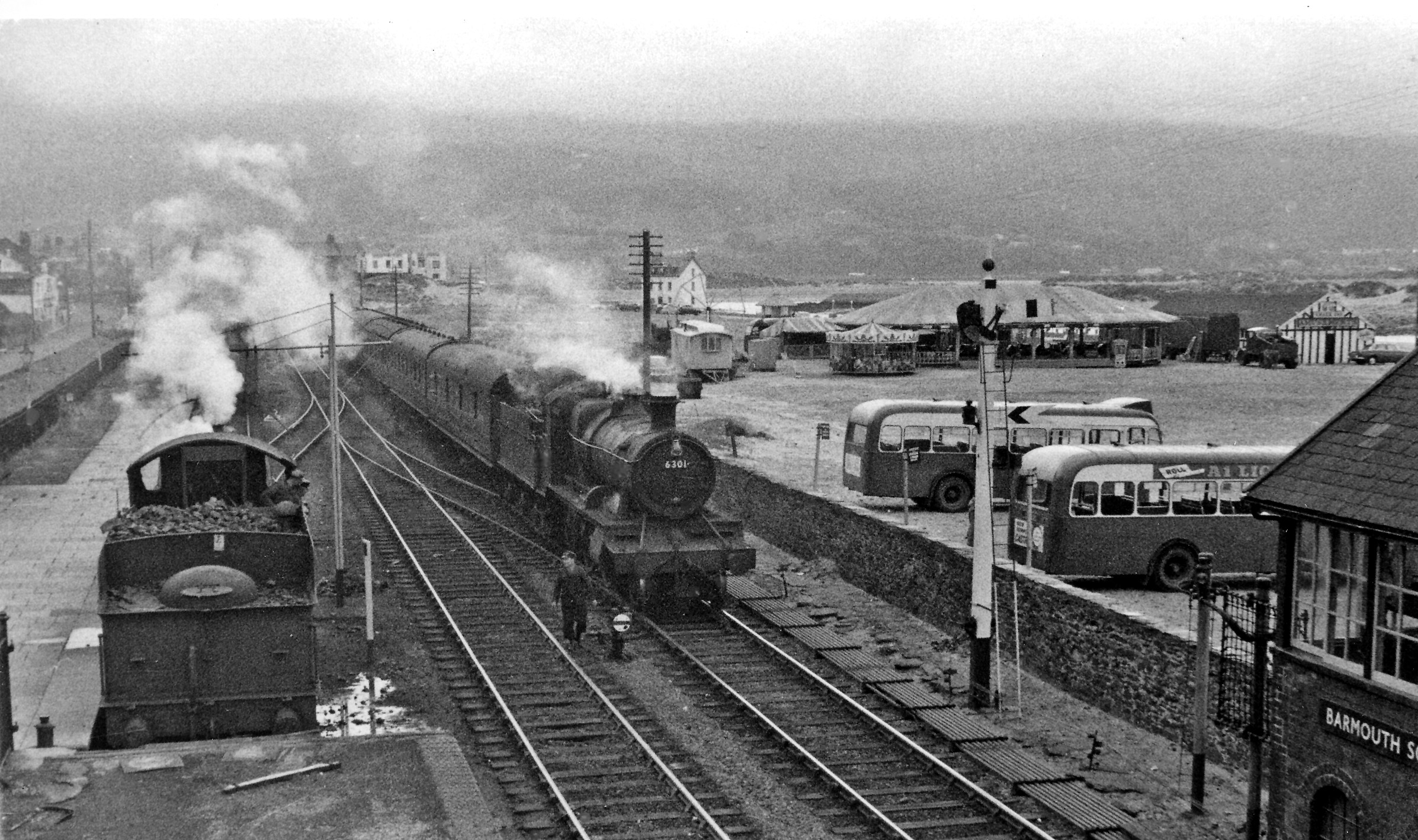
Station Barmouth, 1962